# Ana Álvaro
Ana Belén Álvaro Bascuñana (Cuenca, 22 aprile 1969) è un'ex cestista spagnola.

## Carriera
Con la Spagna ha disputato i Giochi olimpici di Barcellona 1992, due edizioni dei Campionati mondiali (1994, 1998) e tre dei Campionati europei (1993, 1995, 1997).